# Litevská fotbalová soutěž 1928
Sedmý ročník Lietuvos futbolo varžybos (Litevská fotbalová soutěž) se hrál za účastí již nově s dvaceti kluby.
Titul získal poprvé KSS Klaipeda, který porazil ve finále obhájce titulu LFLS Kaunas 3:1.